# Parroquia de Lafourche
La parroquia de Lafourche (en inglés: Lafourche Parish), fundada en 1807, es una de las 64 parroquias del estado estadounidense de Luisiana. En el año 2000 tenía una población de 89.974 habitantes con una densidad poblacional de 32 personas por km². La sede de la parroquia es Thibodaux.

## Geografía
Según la Oficina del Censo, la parroquia tiene un área total de 3813 km² (1472,2 mi²), de la cual 2809 km² (1084,6 mi²) es tierra y 1004 km² (387,6 mi²) (26.32%) es agua.

### Parroquias adyacentes
- Parroquia de St. James - norte
- Parroquia de St. John the Baptist - norte
- Parroquia de St. Charles - noreste
- Parroquia de Jefferson - este
- Golfo de México - sur
- Parroquia de Terrebonne - oeste
- Parroquia de Assumption - noroeste

## Carreteras
- U.S. Highway 90
- Carretera Estatal de Luisiana 1
- Carretera Estatal de Luisiana 20
- Carretera Estatal de Luisiana 24
- Carretera Estatal de Luisiana 308

## Demografía
En el 2000 la renta per cápita promedia de la parroquia era de $34,910, y el ingreso promedio para una familia era de $40,504. En 2000 los hombres tenían un ingreso per cápita de $34,600 versus $19,484 para las mujeres. El ingreso per cápita para la parroquia era de $15,809. Alrededor del 16.50% de la población estaba bajo el umbral de pobreza nacional.

## Comunidades

### Ciudad
- Thibodaux

### Pueblos
- Golden Meadow
- Lockport
- Gheens

### Lugares designados por el censo
| - Chackbay - Cut Off - Des Allemands - Galliano | - Larose - Mathews - Port Fourchon - Raceland |